# کاتارینا فوکه
کاتارینا فوکه (انگلیسی: Katharina Focke; زاده ۸ اکتبر ۱۹۲۲ – درگذشته ۱۰ ژوئیهٔ ۲۰۱۶) سیاست‌مدار اهل آلمان بود.
کاتارینا فوکه در ۱۰ ژوئیه ۲۰۱۶، در سن ۹۳ سالگی درگذشت.